# Simon Klug
Simon Klug (* 9. Oktober 1871 in Oberwald, Steiermark; † 17. März 1945 in Groß-Söding, Steiermark) war ein österreichischer Politiker der Christlichsozialen Partei (CSP).

## Ausbildung und Beruf
Nach dem Besuch der Volksschule wurde er Grundbesitzer und im Jahr 1929 Ökonomierat.

## Politische Funktionen
- Obmann des Ortsschulrates von Groß-Söding
- Gemeindevorstand von Groß-Söding

## Politische Mandate
- 4. März 1919 bis 9. November 1920: Mitglied der Konstituierenden Nationalversammlung, CSP
- 10. November 1920 bis 1. Oktober 1930: Mitglied des Nationalrates (I., II. und III. Gesetzgebungsperiode), CSP
- 23. Januar 1931 bis 2. Mai 1934: Mitglied des Nationalrates (IV. Gesetzgebungsperiode), CSP